# 1994年太平洋颱風季
| 太平洋颱風季             |
| 主題頁 - 專題 - 編輯指南 |

1994年太平洋颱風季泛指在1994年全年內的任何時間，於赤道以北及國際換日線以西的太平洋水域所產生的熱帶氣旋。雖然有關方面並沒有設下本颱風季的指定期限，但大部份於西北太平洋的熱帶氣旋通常都會於六月至十二月期間形成。
本條目的範圍僅侷限於赤道以北及國際換日線以西的太平洋水域。於赤道以北及國際換日線以東的太平洋水域產生的風暴則被稱為颶風。在西太平洋產生的熱帶風暴是由東京颱風中心命名，而在該地區的熱帶低氣壓的編號都以 W 字母作結。而凡進入或產生於菲律賓風暴責任範圍以內的熱帶低氣壓，菲律賓大氣地理天文部門 (PAGASA) 都會為它們訂立一個菲律賓名稱，作當地警報用途；因此同一個風暴有時候會有兩個不同的名稱。
以下各熱帶氣旋資訊以熱帶氣存在期間的最強形態為準。

## 已被國際命名的熱帶氣旋

### 強烈熱帶風暴歐文 (Owen)
PAGASA:Bising

### 颱風帕吉 (Page)
PAGASA:Klaring

### 強烈熱帶風暴罗斯 (Russ)
PAGASA:Emang
6月3日下午，與南海低壓槽相關的一個低壓區在香港以南約290公里處發展成熱帶低氣壓羅斯。它最初以時速約13公里向東移動，羅斯當晚迅速增強成熱帶風暴。它於6月5日凌晨在東沙以南約60公里處掠過。羅斯大幅減慢，於當日早上較後時間在香港之東南約380公里增強成強烈熱帶風暴。然後，它轉向西南偏西移動，並於6月7日在香港以南約330公里處短暫減弱為熱帶風暴。羅斯當晚再次增強為強烈熱帶風暴，並向西北偏西移向海南島以東及雷州。它於6月8日下午在湛江附近的廣東西部沿岸登陸。羅斯進一步移入內陸，減弱為熱帶低氣壓，並於翌日在內陸消散。

### 熱帶風暴莎朗 (Sharon)
PAGASA:Gading
 英屬香港
當地懸掛最高風球信號： 一號戒備信號
天文台於6月24日早上10時50分懸掛一號戒備信號， 當時莎朗集結於香港以南約430公里。香港當時主要受驟雨天氣影響。初時吹和緩至清勁偏東風，漸轉東南風，稍後離岸間中吹強風。當莎朗接近登陸時，一號信 號於6月25日早上6時30分除下。莎朗於6月25日下午2時左右最接近香港，當時位於香港之西南偏西約250公里。天文台總部於6月24日下午5時左右 錄得最低瞬時海平面氣壓1002.3百帕斯卡。

### 颱風添姆 (Tim)
PAGASA:Iliang
颱風添姆於菲律賓呂宋島東方海面形成後即以西北方向前進，於7月10日20時於台灣花蓮縣秀姑巒溪口登陸，11日凌晨在彰化縣芳苑鄉附近出海後，仍維持西北方向行進，11日凌晨於中國福建省泉州市惠安縣張坂鎮登陸後，強度迅速減弱。台灣各地均出現強風豪雨。東部、東南部地區鐵、公路交通中斷。宜蘭、花蓮、臺東及西南部地區農作物損害，以花蓮縣災情最為嚴重。全台灣共有17人死亡、6人失蹤。  

### 熱帶風暴雲妮莎 (Vanessa)
PAGASA:Loleng

### 颱風和路迪 (Walt)
PAGASA:Miding

### 熱帶風暴容雅 (Yunya)
PAGASA:Norming

### 熱帶風暴布倫登 (Brendan)
PAGASA:Oyang

### 熱帶風暴嘉蓮 (Caitlin)
PAGASA:Pasing
嘉蓮於台灣恆春東南方海面形成後即以西北方向前進，於8月3日18時於台灣花蓮縣秀姑巒溪口登陸，3日23時左右在雲林縣口湖鄉出海後，仍維持西北方向前進，4日10時左右於中國福建省漳州龍海市隆教畲族鄉登陸，強度迅速減弱。為廣東和香港等地帶來狂風暴雨。台灣東部、南部地區豪雨不斷，鐵、公路嚴重受損，後勁溪海水倒灌。高雄縣、台南縣受災慘重。全台灣共有8人死亡。 

### 颱風德格 (Doug)
PAGASA:Ritang
颱風德格於菲律賓呂宋島東方海面形成後至台灣東部近海之間，大致以西北偏北之方向行進。至台灣東部近海後，強度開始減弱，颱風中心於8日02時進入彭佳嶼與宜蘭間海面，緩慢通過後向北朝中國江蘇省撲去。台灣多處地區受豪雨影響，公路多處坍方，橋樑毀損，鐡路內灣支線竹東鐡橋遭溪水沖斷。鐡、公路及航空交通受阻。電力嚴重損害。南投縣山區山洪爆發，部份地區對外交通中斷，台灣各地均有災情，以宜蘭縣最嚴重。花蓮縣、台東縣地區有焚風發生。全台灣有11人死亡、4人失蹤。道格北上引進強烈的西南氣流，造成台灣南部、東南部及中部山區豪雨持續數日。 

### 颱風法雷德 (Fred)
PAGASA:Susang
法雷德於菲律賓呂宋島形成後即以西北方向行進，在台灣東部近海時路徑稍向北偏，至東北部近海時，繼續向西北方向前進，於21日通過彭佳嶼北部海面後，轉西北西方向，22日0時左右在中國浙江省溫州市平陽縣登陸。

### 颱風格拉蒂斯 (Gladys)
PAGASA:Uding
格拉蒂斯於硫磺島東南方海面形成後大致以偏西方向行進，於9月1日10時50分左右在台灣宜蘭縣蘇澳鎮登陸，並且上午10時32分在蘇澳測到瞬間最大陣風每秒68.6公尺的風速，強度減弱，1日14時左右在新竹市香山區出海，於1日22時左右登陸中國福建省福州福清市東瀚鎮。台灣北部地區風雨較大，鐵、公路部份路段受損，交通中斷。宜蘭縣鋼製高壓電線杆架三根全倒，導致全縣斷電，災情較嚴重。全台灣有6人死亡、1人失蹤。 

### 熱帶風暴夏里 (Harry)
英屬香港
當地懸掛最高風球信號： 三號強風信號
天文台於8月25日晚上10時50分懸掛一號戒備信號，當時夏里集結於香港之東南約600公里。初時天晴，吹微風。翌日初期受與夏里相關之外圍雨帶影響，香港天氣轉壞，開始有狂風驟雨。偏東風於8月26日繼續增強，天文台於下午4時15分改掛三號強風信號， 當時夏里集結於香港以南約340公里。隨着夏里移近，離岸風力接近烈風程度。夏里於晚上11時左右最接近香港，當時位於香港以南約270公里。天文台總部 於8月27日清晨4時左右錄得最低瞬時海平面氣壓1004.4百帕斯卡。隨着夏里轉向西移動，趨向雷洲半島，所有信號於早上11時45分除下。

### 颱風約翰 (John)
約翰掠過夏威夷群島後，綬慢轉向北移，直趨約翰斯頓島——一個除美國駐軍外並無人跡的群島。受逐漸增強的垂直風切變影響，約翰開始從顛峰強度綬慢減弱至一級颶風，中心持續風力減慢至145公里每小時。約翰在當地時間8月25日最接近約翰斯頓島时，位於該島以北約24公里，在島上錄得持續風力達95公里每小时，阵风更达120公里每小時。
橫掃約翰斯頓島後，約翰轉向西北，當垂直風切變減弱，系統重新增強。當地時間8月27日，約翰達到了第二次顛峰强度，中心持續風速達210公里每小時；不久，系統在北緯22度附近跨越國際日期變更線，進入聯合颱風警報中心關島分部的負責範圍。進入西北太平洋后，約翰獲得了颱風的前綴，被稱為“颱風約翰”。但約翰進入西太平洋後不久便開始再度減弱，移動速度也大為減慢。直至9月1日，約翰減弱為一熱帶風暴，並幾乎停留不動。在國際日期線以西，約翰徘徊了六天，逆時針方向地轉了一圈。在9月7日，一道高空西風槽移至該區，使約翰急速向東北轉向。約翰於9月8日再次跨越國際日期線，重返中太平洋。

### 熱帶風暴路加 (Luke)
PAGASA:Weling
 英屬香港
當地懸掛最高風球信號： 三號強風信號
天文台於9月11日早上7時50分懸掛一號戒備信號，當時路加集結於香港之東南偏東約580公里。當時吹輕微偏北風。隨着路加移近香港，偏東風增強。天文台於當晚10時30分改掛三號強風信號， 當時路加集結於香港之東南約240公里。橫欄島吹強風，間中達烈風程度。翌日早上有狂風驟雨。路加於9月12日凌晨2時左右最接近香港，當時位於香港之東 南偏南約230公里。隨着路加移離香港，所以信號於早上11時50分除下。但香港於當日餘下時間繼續受大驟雨影響。路加吹襲期間，天文台總部於9月11日 下午4時左右錄得最低瞬時海平面氣壓1003.9百帕斯卡，當時它位於香港之東南偏東約400公里。

### 颱風奧潔 (Orchid)
PAGASA:Aning

### 颱風賽斯 (Seth)
PAGASA:Bidang

### 颱風維恩 (Verne)
PAGASA:Delang

### 颱風特麗莎 (Teresa)
PAGASA:Katring

### 颱風斯露達 (Zelda)
PAGASA:Esang

### 颱風艾素 (Axel)
PAGASA:Garding

## 未被國際命名的熱帶氣旋
在1994年，雖然有大多數的熱帶氣旋已被命名，仍然還有沒被命名的熱帶低氣壓。以下列出那些熱帶氣旋的資料。

### 熱帶低氣壓 01W
PAGASA:Akang

### 熱帶低氣壓 04W
PAGASA:Deling

### 熱帶低氣壓 07W
PAGASA:Heling
生成于菲律宾以东沿海、登陆粤西沿海、外围云系为广东省广州市带来了大雨

### 熱帶低氣壓
PAGASA:Tering
PAGASA:Yaning